# Queen's Club Championships 2019
Queen's Club Championships 2019 (còn được biết đến với Fever-Tree Championships vì lý do tài trợ) là một giải quần vợt thi đấu trên mặt sân cỏ ngoài trời. Đây là lần thứ 117 giải đấu được tổ chức và là một phần của ATP World Tour 500 của ATP Tour 2019. Giải đấu diễn ra tại Queen's Club ở Luân Đôn, Vương quốc Liên hiệp Anh và Bắc Ireland từ ngày 17 đến ngày 23 tháng 6.

## Điểm và tiền thưởng

### Phân phối điểm
| Sự kiện | VĐ  | CK  | BK  | TK | Vòng 1/16 | Vòng 1/32 | Q  | Q2 | Q1 |
| Đơn     | 500 | 300 | 180 | 90 | 45        | 0         | 20 | 10 | 0  |
| Đôi     | 500 | 300 | 180 | 90 | 0         | —         | 45 | 25 | 0  |

### Tiền thưởng
| Sự kiện | VĐ       | CK       | BK       | TK      | Vòng 1/16 | Vòng 1/32 | Q  | Q2     | Q1     |
| Đơn     | €427,590 | €209,630 | €105,480 | €53,645 | €27,860   | €14,690   | €0 | €3,250 | €1,660 |
| Đôi*    | €128,740 | €63,030  | €31,620  | €16,230 | €8,390    | —         | —  | —      | —      |

*mỗi đội

## Nội dung đơn ATP

### Hạt giống
| Quốc gia | Tay vợt               | Xếp hạng1 | Hạt giống |
| -------- | --------------------- | --------- | --------- |
| GRE      | Stefanos Tsitsipas    | 6         | 1         |
| RSA      | Kevin Anderson        | 8         | 2         |
| ARG      | Juan Martín del Potro | 12        | 3         |
| RUS      | Daniil Medvedev       | 13        | 4         |
| CRO      | Marin Čilić           | 15        | 5         |
| CAN      | Milos Raonic          | 18        | 6         |
| SUI      | Stan Wawrinka         | 19        | 7         |
| CAN      | Félix Auger-Aliassime | 21        | 8         |

- 1 Bảng xếp hạng vào ngày 10 tháng 6 năm 2019.

### Vận động viên khác
Đặc cách:
- Jay Clarke
- Dan Evans[2]
- Feliciano López

Miễn đặc biệt:
- Adrian Mannarino

Vượt qua vòng loại:
- Aljaž Bedene
- Alexander Bublik
- Nicolas Mahut
- James Ward

Thua cuộc may mắn:
- Roberto Carballés Baena

### Rút lui
Trước giải đấu
- Adrian Mannarino → thay thế bởi  Roberto Carballés Baena

Trong giải đấu
- Juan Martín del Potro

## Nội dung đôi ATP

### Hạt giống
| Quốc gia | Tay vợt              | Quốc gia | Tay vợt      | Xếp hạng1 | Hạt giống |
| -------- | -------------------- | -------- | ------------ | --------- | --------- |
| COL      | Juan Sebastián Cabal | COL      | Robert Farah | 10        | 1         |
| CRO      | Mate Pavić           | BRA      | Bruno Soares | 23        | 2         |
| FIN      | Henri Kontinen       | AUS      | John Peers   | 32        | 3         |
| Hoa Kỳ   | Bob Bryan            | Hoa Kỳ   | Mike Bryan   | 37        | 4         |

- 1 Bảng xếp hạng vào ngày 10 tháng 6 năm 2019.

### Vận động viên khác
Đặc cách:
- Luke Bambridge /  Jonny O'Mara
- Dan Evans /  Ken Skupski

Vượt qua vòng loại:
- Jérémy Chardy /  Fabrice Martin

Thua cuộc may mắn:
- Robert Lindstedt /  Artem Sitak

### Rút lui
Trước giải đấu
- Juan Martín del Potro

## Nhà vô địch

### Đơn
- Feliciano López đánh bại  Gilles Simon, 6–2, 6–7(4–7), 7–6(7–2)

### Đôi
- Feliciano López /  Andy Murray đánh bại  Rajeev Ram /  Joe Salisbury, 7–6(8–6), 5–7, [10–5]

### Đơn xe lăn
- Alfie Hewett đánh bại  Gordon Reid, 6–2, 7–5

### Đôi xe lăn
- Joachim Gérard /  Stefan Olsson đánh bại  Alfie Hewett /  Gordon Reid, 6–1, 6–0